# Досычев, Владимир Тихонович
Владимир Тихонович Досычев (19 (31) июля 1878, село Дмитровское, Обоянский уезд, Курская губерния — декабрь 1937) — деятель обновленчества, обновленческий архиепископ Брянский и Бежицкий.

## Биография
Родился 19 июля 1878 года в селе Дмитровское Обоянского уезда Курской губернии в семье священника Тихона Ивановича Досычева и его жены Ольги Ивановны.
В 1893 году окончил Курское духовное училище. В 1899 году окончил Курскую духовную семинарию.
В 1899 году назначен надзирателем за учениками Старооскольского духовного училища. Был Женат.
29 января 1902 года был рукоположён в сан священника и назначен к Космодамиановской церкви села Красная Яруга Грайворонского уезда Курской губернии (ныне Белгородская область).
Перешёл в Ставропольскую епархию. С 3 декабря 1911 года священник Казанского кафедрального собора в Ставрополе. 3 апреля 1913 года награждён бархатной фиолетовой скуфьёй.
В 1922 году уклонился в обновленческий раскол. Возведён в сан протоиерея.
В 1925 году назначен настоятелем Михаило-Архангельского кафедрального собора Пятигорска и член Пятигорского епархиального управления. В декабре 1926 года назначен настоятелем Николаевской церкви Ростова-на-Дону и становится членом Северо-Кавказского краевого митрополитанского церковного управления. В 1928 году назначен настоятелем Николаевской церкви города Миллерово Северо-Кавказского края. В 1930 году назначен настоятелем Михаило-Архангельской церкви города Сочи.
24 февраля 1935 года в Москве, будучи в браке, хиротонисан в обновленческого епископа Брянского и Бежицкого. Хиротонию совершали митрополиты Виталий (Введенский) и Александр Введенский. 1 марта 1935 года прибыл к новому месту службы. Кафедра располагалась в Воскресенской церкви города Брянска. 16 февраля 1936 года возведён в сан архиепископа.
2 октября 1937 года был арестован. Проходил по делу «Автокефальной чёрной церкви», якобы являлся руководитель контрреволюционной группы с центром в Калуге.
11 ноября 1937 года уволен за штат.
30 ноября того же года постановлением Тройки УНКВД СССР по Орловской области был приговорён к высшей мере наказания. Расстрелян. Сведений о дате расстрела в деле не имеется.